# کلیفورد هدرلی
کلیفورد هدرلی (انگلیسی: Clifford Heatherley؛ ۸ اکتبر ۱۸۸۸ – ۱۵ سپتامبر ۱۹۳۷) بازیگر اهل بریتانیا بود. وی بین سال‌های ۱۹۰۸ تا ۱۹۳۷ میلادی فعالیت می‌کرد.
از فیلم‌ها یا برنامه‌های تلویزیونی که وی در آن نقش داشته‌است، می‌توان به خانه متروک، هنری هشتم، شامپاین، خیانت ملی، دردسر در فروشگاه، وجه نقد و توتیای دریایی اشاره کرد.